# Adampol (Świdnik)
Adampol – dawna wieś, od 1954 część miasta Świdnika w jego centralno-zachodniej części, w województwie lubelskim, w powiecie świdnickim, w gminie miejskiej Świdnik.

## Historia
Historia obecnego Świdnika jest nierozłącznie związana z historią trzech okolicznych wsi: Adampola, Świdnika i Krępca-Kolonii. Adampol jest najstarszą dzielnicą współczesnego miasta i istniał jeszcze zanim powstał Świdnik, także przed II wojną światową. Adampol był popularną wśród mieszkańców Lublina wsią letniskową i uzdrowiskową z dużą ilością drewnianych domków z początku wieku do lat 30. XX w., świadomie nawiązujących do budownictwa uzdrowisk górskich. W latach 50., 60. i 70. XX w. Adampol był coraz bardziej intensywnie zabudowywany. 
Od 1867 w gminie Mełgiew w powiecie lubelskim. W okresie międzywojennym miejscowość należała do woj. lubelskim. 1 września 1933 utworzono gromadę Krępiec Kolonia w granicach gminy Mełgiew.
Podczas II wojny światowej Adampol włączono do Generalnego Gubernatorstwa (dystrykt lubelski), cały czas w gminie Mełgiew. W 1943 roku liczba mieszkańców wynosiła 404. Po II wojnie światowej wojnie Adampol należał do powiatu lubelskiego w woj. lubelskim jako jedna z 26 gromad gminy Mełgiew.
W związku z reorganizacją administracji wiejskiej jesienią 1954, Adampol wszedł 5 października 1954 w skład nowo utworzonej gromady Adampol z siedzibą GRN w Adampolu, jako jedną z 8759 gromad na obszarze Polski. W skład jednostki weszły obszary dotychczasowych gromad Adampol i Krępiec kol. oraz części obszarów dotychczasowych gromad Krępiec, Krępiec Nowy, Franciszków i Kazimierówka ze zniesionej gminy Mełgiew, ponadto część obszaru dotychczasowej gromady Kalinówka (położona na północ od drogi Lublin-Piaski) oraz części obszarów dotychczasowych gromad Świdnik Duży, Świdnik Mały kol. i Biskupie wieś (położone na południe od drogi bitej Lublin-Mełgiew) ze zniesionej gminy Wólka w tymże powiecie. 13 listopada 1954 gromadę Adampol zniesiono w związku z nadaniem jej statusu miasta i przekształceniem w miasto Świdnik w tymże powiecie, w związku z czym Adampol stał się integralną częścią miasta. Ostateczna nazwa miasta została przyjęta po wojnie od nazwy wsi Świdnik, która była usytuowana najbliżej Wytwórnii Sprzętu Komunikacyjnego.

## Budynki i zabytki
Świdnik, jako młode i planowane od podstaw miasto, nie ma żadnych zabytków; wszystkie znajdują się na Adampolu. Do najważniejszych zabytków należą:
- zespół starego dworca kolejowego Świdnik (tzw. „stara stacja”) z lat 1905–1914, obecnie nieczynny i zaadaptowany na mieszkanie. W skład zespołu wchodzi dworzec i dom zawiadowcy, zbudowane z czerwonej szamotowej cegły.
- drewniana willa „Bożenna”, z roku 1910 – ul. Wojska Polskiego 36.
- drewniana willa „Grażyna”, z lat 1915–1917 – ul. Kruczkowskiego 40.
- szereg innych drewnianych domów.

W Adampolu znajduje się posterunek odgałęźny o nazwie Adampol, pomiędzy Lublinem, a Świdnikiem, umożliwiający zjazd z głównej linii kolejowej w kierunku stacji rozrządowej Lublin Tatary. Kończy się tutaj także nieczynna łącznica z Zadębia, do 1995 dwutorowa, obecnie jednotorowa. Przez posterunek Adampol biegnie też bocznica z Tatar do Faelbudu. Ruch pociągów prowadzony jest przez z nastawni "Al", z urządzeniami przekaźnikowymi o sygnalizacji świetlnej. W okolicy posterunku jest też strażnica przejazdowa, obsługująca rogatki na przejeździe.